# Elecciones federales de Canadá de 1904
La elección federal canadiense de 1904 para elegir a los miembros de la Cámara de los Comunes canadiense del 10º Parlamento de Canadá se celebró el 3 de noviembre. El primer ministro Wilfrid Laurier llevó al Partido Liberal de Canadá a un tercer mandato en el gobierno, con una mayoría más amplia y más de la mitad del voto popular.
Los conservadores y liberales-conservadores de Robert Borden no pudieron batir a los liberales y perdieron una pequeña parte de su voto popular, cuatro escaños, incluido el suyo. Borden volvió a entrar en el parlamento el año siguiente en una elección parcial.